# 王及善
王 及善（おう きゅうぜん、618年 - 699年）は、唐代の官僚・政治家。本貫は洺州邯鄲県。

## 経歴
王君愕の子として生まれた。貞観19年（645年）、父が高句麗遠征に参加して戦死すると、及善は朝散大夫の位を受け、邢国公の爵位を嗣いだ。顕慶元年（656年）、皇太子李弘が立てられると、及善は太子左内率府率に累進した。のちに右千牛衛将軍に任じられ、高宗の側近で護衛にあたった。病のため免官され、ほどなく衛尉寺卿として再起した。
垂拱元年（685年）、及善は司属寺卿に転じた。垂拱4年（688年）、山東で飢饉が起こると、及善は巡撫賑給使をつとめた。ほどなく春官尚書・秦州都督に任じられ、益州大都督府長史に転じた。老病のため致仕を請願し、光禄大夫の位を加えられた。神功元年（697年）、契丹が山東を騒がせると、及善は魏州刺史として起用されることになったが、武則天と朝政の得失について問答して気に入られ、内史として留められた。
御史中丞の来俊臣が罪に問われて獄に下されると、武則天はかれの一命を赦そうとしたが、及善は来俊臣が多くの善良な者を処刑した元凶であると諫めたので、武則天はこれを聞き入れて来俊臣を処刑した。聖暦元年（698年）、武則天が廬陵王李顕を皇太子に立てようとすると、及善はその計画に賛同した。李顕が皇太子に立てられると、及善は皇太子に外朝で人心を慰めさせるよう請願し、武則天に聞き入れられた。
ときに張易之兄弟が武則天の寵愛をたのんで、内宴があるたびに、人臣の礼を無視したふるまいに及んでいたため、及善はたびたびこれを抑制するよう上奏した。武則天に聞き入れられなかったことから、上疏して引退を願い出たが、許可されなかった。聖暦2年（699年）8月、文昌左相（尚書左僕射）・同鳳閣鸞台平章事に任じられた。9月庚辰、死去した。享年は82。益州大都督の位を追贈された。諡は貞といった。乾陵に陪葬された。

## 伝記資料
- 『旧唐書』巻90 列伝第40
- 『新唐書』巻116 列伝第41